# Эрнц-Нуар
Эрнц-Нуар (люкс. Schwaarz Iernz, фр. Ernz noire, нем. Schwarze Ernz) — река в округе Гревенмахер Люксембурга, приток Зауэра (бассейн Рейна). Протекает через кантоны Эхтернах и Гревенмахер.

## Этимология
Дословно название Эрнц-Нуар переводится как Чёрный Эрнц. Неподалёку, в регионе Рейсдорф протекает река Эрнц-Бланхе (Белый Эрнц). Первое упоминание о Эрнце встречается в акте (876-77) XIII века, как о реке Арантиа (Arantia). Этот гидроним происходит от древневерхненемецкого корня женского рода «ara» (слияние, приток) с добавлением суффикса -nt. Корень. «ara» образует ряд названий рек, например реки Аре в Швейцарии. Первоначальное название Аренца (Arenza) или Аринца (Arinza) постепенно трансформировалось в языке и к концу XI века оформилось как Эринца (Erinza).

## Физико-географическая характеристика
Протяжённость реки — 21 км. Площадь водосборного бассейна — более 70 км².
Эрнц-Нуар берёт начало в лесу Грюневальд, в месте слияния двух небольших рек в Гондеранже и течёт параллельно западному течению Эрнц-Бланхе. Протекает в северо-восточном направлении через населённые пункты Юнглинстер, Блюменталь и Мюллерталь. Побережье Юнглинстера отведено под сельское хозяйство, от города Годбранге начинается лесисто-скалистая зона. Эти места привлекательны для туристов своей естественной, природной красотой и главной достопримечательностью Люксембургской Швейцарии водопадом Шиссентюмпель (люкс. Schéissendëmpel) возле Мюллерталя. Впадает в Зауэр в районе деревни Грундхоф.
В реку впадает несколько притоков, включая Халербах, Констрефербах, Ройтцбах.
Средняя температура реки составляет +8 °C, в июне самая тёплая +17 °C, самая низкая −4 °C наблюдается в январе.

## Фауна
В водах Эрнц-Нуара водятся кумжа вида Salmo trutta fario, обыкновенный подкаменщик, гребенчатый тритон, огненная саламандра.

## Галерея

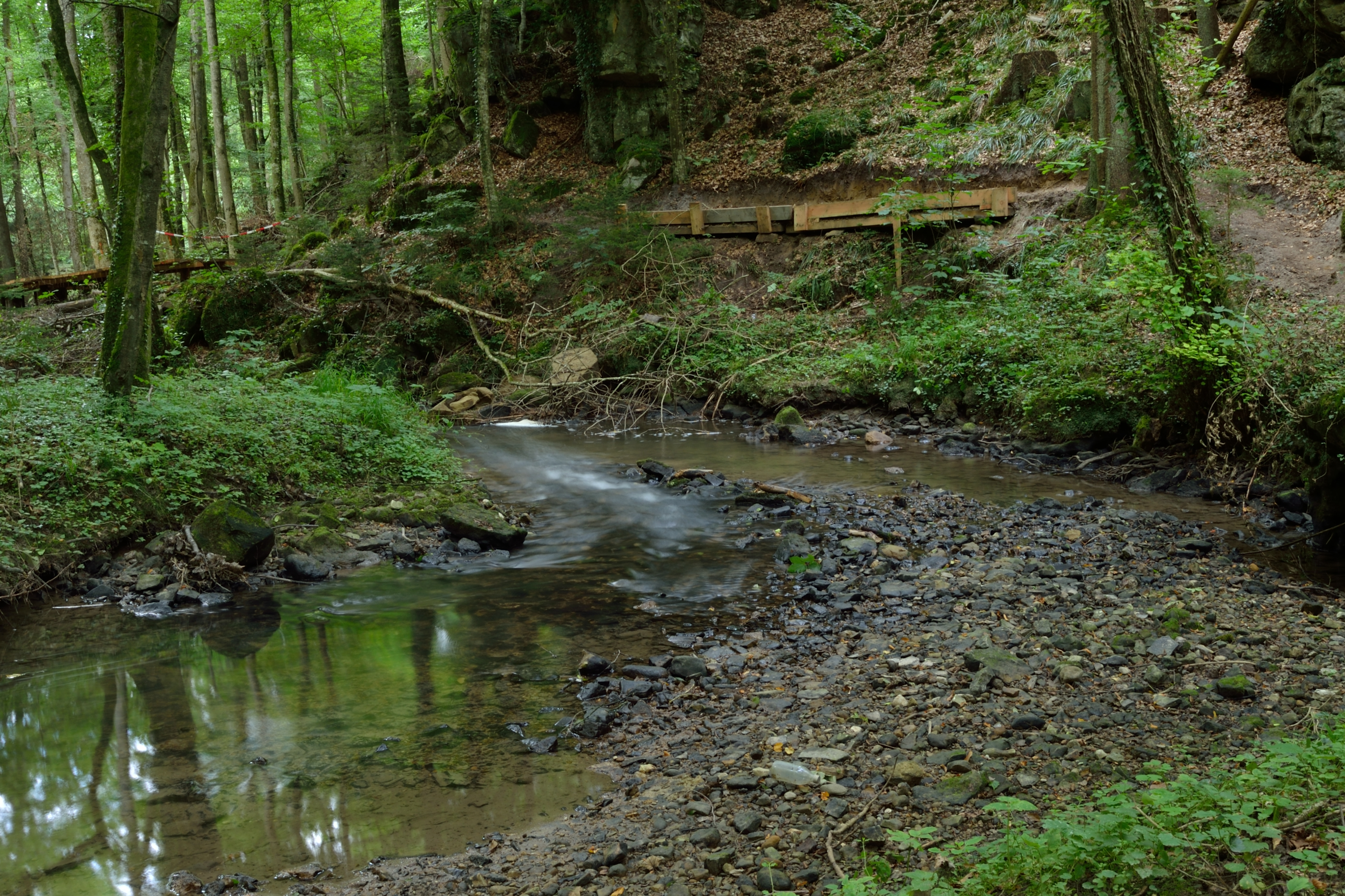
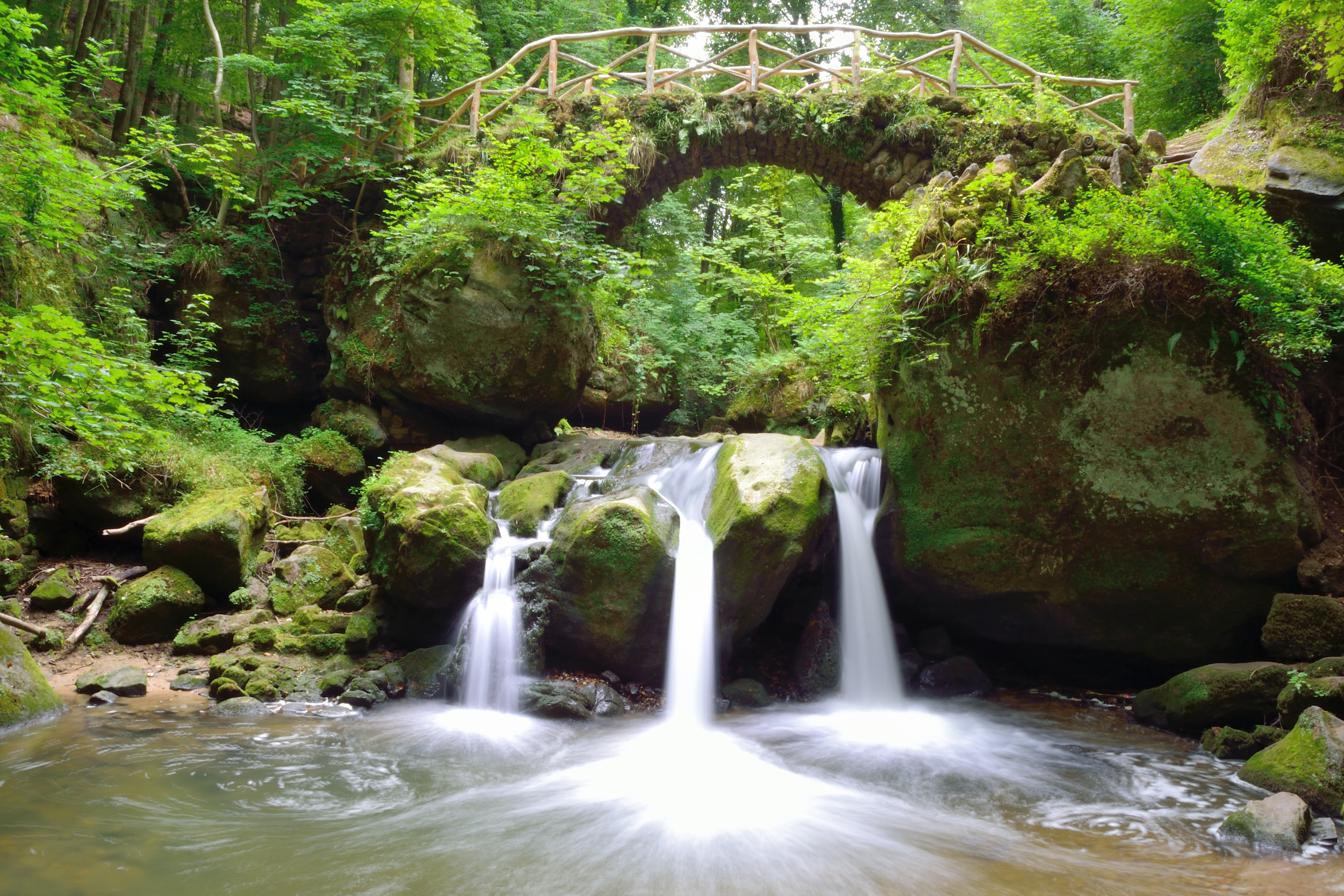
Водопад Шиссентюмпель
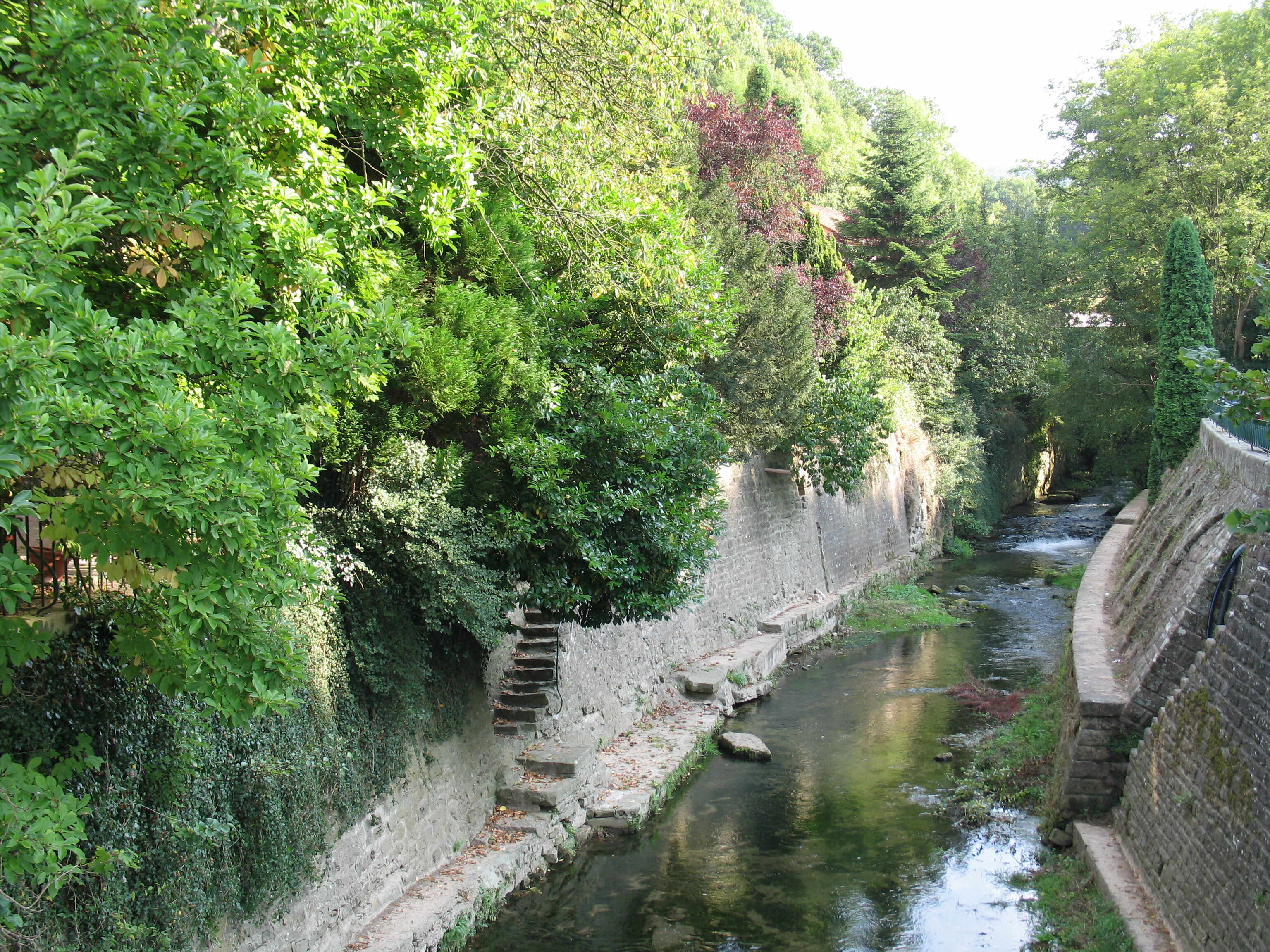
Река в Грундхофе
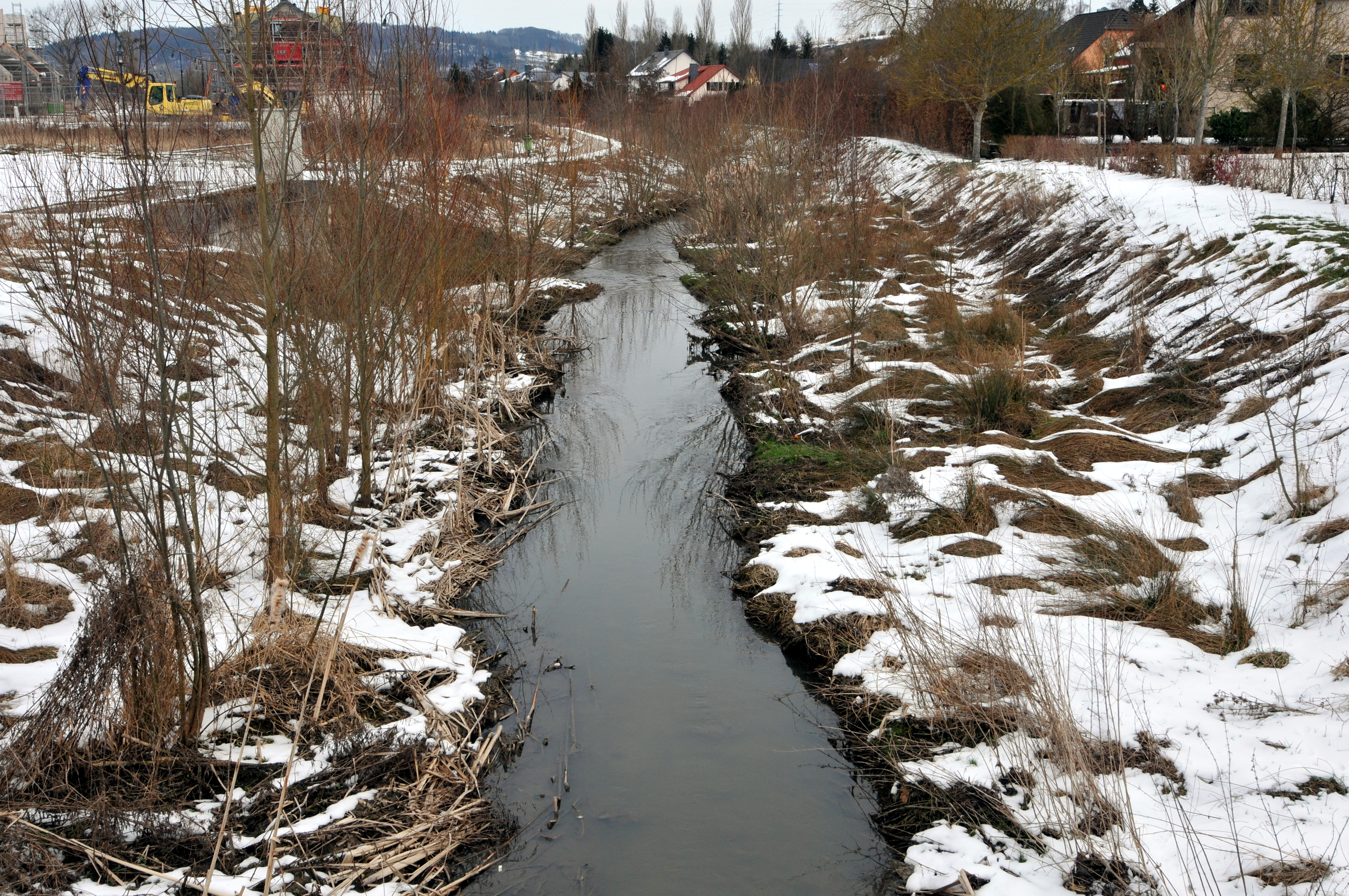
Река зимой